# Migmella scotia
Migmella scotia är en tvåvingeart som beskrevs av Munro 1957. Migmella scotia ingår i släktet Migmella och familjen borrflugor.
Artens utbredningsområde är Kenya. Inga underarter finns listade i Catalogue of Life.